# Uniform Domain-Name Dispute-Resolution Policy
Les principes directeurs de règlement des litiges relatifs aux noms de domaine, plus connu sous sa forme anglophone Uniform Domain-Name Dispute-Resolution Policy (UDRP) s’appliquent à divers types de litiges entre les registrants et les tiers concernant l’enregistrement et l’utilisation des noms de domaine. Cette méthode de résolution a été introduite par l'ICANN et s'applique à l’ensemble des domaines de premier niveau générique .

## Principe
Lorsque le titulaire d'une marque souhaite récupérer un nom de domaine contenant ou approchant sa marque, il peut lancer une procédure extrajudiciaire auprès du registre du domaine de premier niveau concerné. Celui-ci dispose d'une cour d'arbitrage qui rendra sa décision après analyse du dossier du plaignant et réponse du défendeur.

## Critères requis pour la récupération d'un nom de domaine

### Le caractère identique ou similaire du nom de domaine avec une marque existante, susceptible de prêter à confusion
Le nom de domaine doit contenir ou se rapprocher d'une marque au point qu'un utilisateur puisse confondre avec la marque ou ne pas se rendre compte d'une erreur de frappe.
Exemple : le nom de domaine appsto.re se rapproche de la marque App Store déposée par Apple.

### L’existence de droits ou intérêt légitimes du titulaire sur le nom de domaine
La marque du plaignant doit être protégée et doit avoir été déposée avant le dépôt du nom de domaine.
Exemple : Microsoft ne peut prétendre à récupérer surface.fr, déposé en 1998, alors que sa marque Surface l'a été en 2012.

### L’enregistrement et l’utilisation de mauvaise foi
Le défendeur doit utiliser son nom de domaine en parasitant une marque qui ne lui appartient pas.
Exemple : le site leclerc.fr n'est pas utilisé de mauvaise foi par son titulaire contre l’enseigne Leclerc.
Si au moins un de ces critères n'est pas respecté, la demande est rejetée. Ainsi, indiquer clairement dans le nom de domaine qu'une boutique ne vend pas des produits originaux invalide le deuxième critère, le nom de domaine ne portant pas à confusion.

## Étude de cas
En 2012, lors du meeting annuel de l’INTA - INternational Trademark Association, la société française KeepAlert a publié un livre blanc sur le cybersquatting établissant les résultats de près de 4400 procédures UDRP . 89% d'entre elles auraient ainsi été rendues en faveur du requérant.